# Jaime Maussan
José Jaime Maussan Flota (Città del Messico, 31 maggio 1953) è un giornalista, scrittore e ufologo messicano.

## Biografia
Jaime Maussan avrebbe studiato giornalismo presso l'Università di Miami in Ohio.
Dal 1970 esercita la professione di giornalista-ufologo a W Radio México e a Televisa.

## Carriera
Dal 1997 ha prodotto e diretto numerosi progetti televisivi tra i quali i grandi misteri del terzo millennio e terzo millennio. Inoltre ha collaborato con il quotidiano messicano El Sol de México.
Ha partecipato alla ricerca e alla produzione di più di dieci programmi televisivi come:
- Avvistamenti
- 60 minuti con Mike Wallace
- NBC Special
- The New Explorers
- Strange Universe
- Misteri irrisolti
- Speciale UFO Discovery Channel
- L'Archivio Segreto di Jaime Maussan

Ha tenuto conferenze sul tema degli UFO in Inghilterra, Nuova Zelanda, Australia, Stati Uniti, e ha frequentato più di 20 conferenze internazionali sul tema dell'ufologia.
Nel 1991 Maussan andò in onda per 11 ore e mezza nella trasmissione ¿Y usted que opina?, parlando di avvistamenti e alieni, battendo il record di presenza continuativa nella televisione messicana.

## Studi ufologici
Nel maggio 2004 Maussman, durante la sua trasmissione televisiva Los Grandes Misterios del Tercer Milenio e in una apposita conferenza ha mostrato un filmato, assieme alcune interviste, relativo al caso di Ciudad del Carmen e Copalar, presentandolo come avvistamento di UFO da parte dell'aeronautica messicana. In seguito, le luci del filmato saranno identificate con le fiamme delle piattaforme petrolifere dell'impianto estrattivo di Cantarell nel Golfo del Messico. Questa spiegazione è stata sostenuta non solo da scienziati e scettici, ma anche da diversi ufologi tra cui Poher.
Mossman mostra da anni nelle sue trasmissioni video e testimonianze di avvistamenti di luci e forme vermoidali (o irregolari) presentate come e "entità biologiche", da lui denominate EBANIS (Entità biologiche aeree non identificate).

## Presunti extraterrestri mummificati
Nel 2015 Maussan organizzò un evento chiamato "Be Witness" dove mostrò un corpo mummificato rinvenuto nei pressi di Nazca (Perù), sostenendo che fosse un alieno bambino. Successivamente il corpo mummificato risultò essere quello di un bambino umano.
Nel giugno 2017 Maussan presentò in un video un corpo mummificato, rinvenuto sempre nei pressi di Nazca, sostenendo che fosse un alieno con tre dita.
Nel settembre del 2023, in una conferenza al parlamento messicano, ha presentato due corpi mummificati di epoca precolombiana, sostenendo che fossero due corpi di extraterrestri come confermato dalle analisi dell'Università nazionale autonoma del Messico. A  distanza di poche ore dalla presentazione al Congresso Messicano, l'Istituto di Fisica dell'Università nazionale autonoma del Messico (Unam) ha negato che i suoi studi possano dimostrare che i resti sezionati appartengano a extraterrestri, come sostenuto dal giornalista; in tale occasione una ricercatrice dell'UNAM ha ricordato come quest'ultimo sostenesse di parlare con la Vergine di Guadalupe.

## Premi e riconoscimenti
- 1990: Premio "Global 500"[13]